# シャンチー類の一覧
シャンチーの多くの変種は何世紀にもわたって開発されてきた。 これらの種類の中にはまだ定期的にプレーされるものもあるが、シャンチーほど人気のあるものはない。

## 競技人数によるバリエーション

### 2人用のバリエーション
- Demian Freelingによって発明されたコンゴ
- 清朝の間に旗人によって発明された満州棋（中国語版）
- 日本の沖縄県で遊ばれるチュンジー

### 3人用のバリエーション
- 三友棋（英語版）
- 三国棋（英語版）

### 7人用のバリエーション
- 司馬光によって考案された七国象棋

## その他
- 暗棋